# 奧尼亞 (阿肯色州)
奧尼亞（英語：Onia）是位於美國阿肯色州斯通縣的一個非建制地區。該地的面積和人口皆未知。

## 地理
奧尼亞的座標為35°55′08″N 92°19′38″W / 35.91889°N 92.32722°W，而該地的平均海拔高度為227米（即745英尺）。